# Ventura, California
Ventura (ințial San Buenaventura) este un oraș, care este și sediul administrativ al comitatului Ventura din statul California, SUA.

## Date geografice
Orașul se află amplasat direct pe malul Pacificului între Malibu și Santa Barbara. Din oraș se pot vedea insulele Anacapa și Santa Cruz, care se află la ca. 30 km de coasta Californiei. La recensământul din 2006 orașul avea ca. 109.000 locuitori cu o densitate de 1.996,3 loc/km². Ventura se întide pe o suprafață de 84,6 km², din care 54,6 km² este uscat.

## Turism
Orașul este renumit pentru ștrandurile sale adecvate surfului. În centrul orașului se află clădirea istorică a misiunii San Buenaventura, care a luat ființă în 1770. Din cauza unui incendiu din 1793, a fost distrusă o mare parte a capelei misiunii, care a fost ulterior restaurată. O altă atracție turistică este "Two Trees", denumire a doi eucalipți care se află pe o înălțime care oferă o panoramă a orașului. "Plaza Park Ventura" este cea mai mare și cea mai veche piață a orașului, unde se află cel mai bătrân smochin din Statele Unite. De asemenea se merită de vizitat muzeul de istorie și artă "Ventura County Museum of History & Art". Aici sunt expuse opere ale ilustratorului Henry Chapman Ford sau obiecte de ceramică create de Beatrice Wood și Otto und Vivika Heino sau fotografiile realizate de Horace Bristol. În portul orașului se află o piață de pește. Pe insula Channel din apropiere se află Parcul Național Channel-Islands.

## Clima
| Date climatice pentru Ventura, California                                                          | Date climatice pentru Ventura, California | Date climatice pentru Ventura, California | Date climatice pentru Ventura, California | Date climatice pentru Ventura, California | Date climatice pentru Ventura, California | Date climatice pentru Ventura, California | Date climatice pentru Ventura, California | Date climatice pentru Ventura, California | Date climatice pentru Ventura, California | Date climatice pentru Ventura, California | Date climatice pentru Ventura, California | Date climatice pentru Ventura, California | Date climatice pentru Ventura, California |
| Luna                                                                                               | Ian                                       | Feb                                       | Mar                                       | Apr                                       | Mai                                       | Iun                                       | Iul                                       | Aug                                       | Sep                                       | Oct                                       | Nov                                       | Dec                                       | Anual                                     |
| -------------------------------------------------------------------------------------------------- | ----------------------------------------- | ----------------------------------------- | ----------------------------------------- | ----------------------------------------- | ----------------------------------------- | ----------------------------------------- | ----------------------------------------- | ----------------------------------------- | ----------------------------------------- | ----------------------------------------- | ----------------------------------------- | ----------------------------------------- | ----------------------------------------- |
| Maxima istorică °F (°C)                                                                            | 88 (31)                                   | 91 (33)                                   | 99 (37)                                   | 100 (38)                                  | 101 (38)                                  | 102 (39)                                  | 103 (39)                                  | 103 (39)                                  | 103 (39)                                  | 103 (39)                                  | 99 (37)                                   | 96 (36)                                   | 103 (39)                                  |
| Maxima medie °F (°C)                                                                               | 66 (19)                                   | 66 (19)                                   | 65 (18)                                   | 68 (20)                                   | 68 (20)                                   | 70 (21)                                   | 73 (23)                                   | 74 (23)                                   | 74 (23)                                   | 73 (23)                                   | 70 (21)                                   | 66 (19)                                   | 69 (21)                                   |
| Minima medie °F (°C)                                                                               | 45 (7)                                    | 47 (8)                                    | 48 (9)                                    | 50 (10)                                   | 53 (12)                                   | 56 (13)                                   | 59 (15)                                   | 60 (16)                                   | 59 (15)                                   | 55 (13)                                   | 49 (9)                                    | 45 (7)                                    | 48 (9)                                    |
| Minima istorică °F (°C)                                                                            | 29 (−2)                                   | 28 (−2)                                   | 31 (−1)                                   | 35 (2)                                    | 39 (4)                                    | 42 (6)                                    | 44 (7)                                    | 46 (8)                                    | 42 (6)                                    | 37 (3)                                    | 33 (1)                                    | 29 (−2)                                   | 28 (−2)                                   |
| Ploaie inches (mm)                                                                                 | 3.41 (86.6)                               | 3.90 (99.1)                               | 3.04 (77.2)                               | 0.72 (18.3)                               | 0.21 (5.3)                                | 0.05 (1.3)                                | 0.02 (0.5)                                | 0.07 (1.8)                                | 0.36 (9.1)                                | 0.36 (9.1)                                | 1.37 (34.8)                               | 2.11 (53.6)                               | 15,62 (396,7)                             |
| Sursă: http://www.weather.com/outlook/travel/businesstraveler/wxclimatology/monthly/graph/USCA1193 |                                           |                                           |                                           |                                           |                                           |                                           |                                           |                                           |                                           |                                           |                                           |                                           |                                           |

## Personalități marcante
- Mari Holden, ciclistă
- Mike Larrabee, campion olimpic la sprint
- Lexus Locklear, actriță pornografică
- Cory Kruseman, pilot automobilist